# Kernkraftwerk Bataan
Das Kernkraftwerk Bataan (englisch Bataan Nuclear Power Plant, kurz BNPP) ist ein Kernkraftwerk auf der Halbinsel Bataan, etwa 100 Kilometer westlich der philippinischen Hauptstadt Manila. Der Gebäudekomplex wurde zwar fertiggestellt, aber das Kraftwerk wurde nie in Betrieb genommen. Es befindet sich auf einem 3,57 km² großen Areal, das administrativ zur Stadtgemeinde Morong gehört. Es war der bisher einzige Versuch der Philippinen, ein Kernkraftwerk ans Netz zu bringen. Es ging aufgrund von Sicherheitsbedenken nach der Nuklearkatastrophe von Tschernobyl in der Ukraine 1986 und aufgrund von Korruption nicht ans Netz.

## Geschichte
Die friedliche Nutzung der Kernenergie rückte erstmals in den 1950er-Jahren in die Agenda der philippinischen Politik, als die USA den Philippinen einen Kernreaktor zur Verfügung stellten. Die Regierung richtete dann 1958 offiziell ein Atomprogramm unter der Philippinischen Atomenergiekommission (PAEC) ein. Bereits in den 1960er-Jahren erfolgten erste Überlegungen, ein größeres Kernkraftwerk für die Stromerzeugung zu errichten. Vor dem Hintergrund der Ölkrise 1973 bewilligte das Marcos-Regime im Juli des gleichen Jahres den Bau des BNPP. Den Auftrag für den Bau der kerntechnischen Anlage erhielt die US-amerikanische Westinghouse Electric Corporation. Das Projekt wurde 1984 fertiggestellt und kostete 2,2 Milliarden US-Dollar. Im Jahr 1986 wurde entschieden, dass das Kraftwerk nicht in Betrieb gehen sollte. Folglich wurden nie Brennelemente eingesetzt. Hauptsächlich sorgte die Reaktorkatastrophe in Tschernobyl für die Entscheidung gegen die Inbetriebnahme und die geologisch bedingten Unsicherheiten, die einen störungsfreien Betrieb wohl gefährden hätte können. Außerdem spielten politische Gründe eine gewichtige Rolle gegen die Inbetriebnahme, weil Marcos von Westinghouse Schmiergelder erhalten haben soll. Die im Vertrag mit Westinghouse geregelte Summe, die bereits zu Beginn höher war als andere Angebote, stieg von 650 Millionen US-Dollar auf 2,2 Milliarden Dollar. Später wurden Beweise dafür gefunden, dass große Geldsummen direkt an Präsident Marcos geflossen waren. Westinghouse wies die Korruptionsvorwürfe jedoch zurück. Das Kernkraftwerk Bataan ist das einzige Kernkraftwerk auf den Philippinen und bis 2014 auch das einzige Kernkraftwerk aller ASEAN-Staaten. Seit 2009 fungiert das Kernkraftwerk als Touristenattraktion, um die Kosten für seinen Unterhalt zu decken.

## Geplante Fertigstellung
Der damalige philippinische Präsident Rodrigo Duterte unterzeichnete am 28. Februar 2022 eine Durchführungsverordnung zur Aufnahme der Kernenergie in den Energiemix des Landes, während sich die Behörden auf den Ausstieg aus der Kohleverstromung vorbereiten sollen. Drei Monate vor dem Ende der sechsjährigen Amtszeit von Duterte wurde mit der Anordnung auch ein behördenübergreifendes Gremium beauftragt, die Inbetriebnahme des Kernkraftwerks Bataan zu prüfen. Duterte gab an, die Kernenergie als alternative Grundlaststromquelle nutzen zu wollen, um Stromausfälle in der Zukunft zu vermeiden. Außerdem sollten die Strompreise durch die Inbetriebnahme reduziert werden können.

## Technische Daten
Das Kernkraftwerk sollte ursprünglich zwei Blöcke erhalten, aber nur einer wurde fertig gestellt. Der Block Bataan 1 ist mit einem Druckwasserreaktor von Westinghouse mit einer installierten Leistung von 621 MWe ausgestattet. Der Reaktor wurde allerdings nie mit Brennelementen ausgestattet und speiste dementsprechend nie elektrische Energie ein.

## Erdbebengefahr
Aufgrund der Lage am Pazifischen Feuerring ist nahezu das gesamte Staatsgebiet der Philippinen eine seismisch und vulkanisch hochaktive Region. Auch in der Region nahe dem Kernkraftwerk kommt es immer wieder zu Erdbeben. Das Kernkraftwerk befindet sich am Napot Point am südwestlichen Fuß des Natib, eines Stratovulkans mit andesitischen bis dakitischen Lavaausflüssen, der nur 30 km südlich des aktiven Pinatubo-Vulkans liegt. Die vulkanologische Vergangenheit des Natib ist noch nicht abschließend geklärt, aber es gab mindestens drei explosive Eruptionen im Pleistozän, die eine Caldera von 6 km Durchmesser und eine jüngere Caldera von 2 km Durchmesser bildeten. Verfestigte pyroklastische Ströme begrenzen die Oberfläche des Vulkankegels, der zudem am Fuße diverse Thermalquellenvorweist. Die Region um das KKW ist Teil des Luzon-Inselbogens und stehen in Zusammenhang mit der aktiven Subduktion entlang des Manilagrabens. Subduktionsbeben sind häufig, aber abgesehen davon wird das seismische Risiko auch auf tektonische Strukturen im Landesinneren zurückgeführt.